# Miley Cyrus
Miley Ray Cyrus (Nashville (Tennessee), 23 november 1992) is een Amerikaans actrice en zangeres. Als kind had ze kleine rollen in de Amerikaanse televisieserie Doc en in de film Big Fish. Ze verkreeg internationale bekendheid als actrice in 2006 als Hannah Montana in de gelijknamige serie op Disney Channel.

## Biografie
Cyrus is de dochter van countryster Billy Ray Cyrus. Billy Ray werd bekend met zijn grootste hit Achy Breaky Heart, die in hetzelfde jaar uitkwam als waarin Miley geboren werd. Miley heeft een jongere broer en een jongere zus, Noah Cyrus. Zij heeft ook nog twee oudere halfbroers, waaronder Trace. Ook heeft ze nog een oudere halfzus. Al tijdens haar jeugd kreeg ze het optreden met de paplepel ingegoten; zij reisde altijd met haar familie mee naar de concerten van haar vader. Miley ontsnapte vaak aan haar oppas en ging naar haar vader op het podium. Zo rende ze als tweejarige tijdens een eerbetoon aan Elvis het podium op naar haar vader, terwijl alles rechtstreeks werd uitgezonden. Naast een beroemde vader heeft ze ook een beroemde peettante: Dolly Parton.
Miley heette oorspronkelijk Destiny Hope. Toen Cyrus jonger was, noemde haar vader haar altijd Smiley, omdat ze altijd lachte. Later heeft ze haar naam veranderd van Destiny Hope Cyrus in Miley Ray Cyrus.
Van december 2018 tot augustus 2019 was Cyrus getrouwd met Liam Hemsworth, met wie zij in 2012 en 2013 enkele maanden en vanaf 2016 tot het huwelijk verloofd was.

## Carrière
Cyrus begon met acteren toen zij in 2003 een gastrol speelde in een aflevering van haar vaders serie Doc. In hetzelfde jaar had zij ook een kleine rol in de Tim Burton-film Big Fish. Haar rol in deze film bleef beperkt tot één zin. Hierna begon ze naar meer acteermogelijkheden te zoeken. In datzelfde jaar was ze te zien in een van de videoclips van Rhonda. Ze deed auditie voor de bijrol van Lilly (nu gespeeld door Emily Osment) in de nieuwe Disney Channel-serie Hannah Montana; de makers vonden haar echter meer geschikt voor de hoofdrol. Toen Cyrus hiervoor auditie deed, werd ze echter aanvankelijk afgewezen omdat ze te jong was. Ze gaf echter niet op en bleef auditie doen voor de rol en uiteindelijk werd ze ook gekozen.
Cyrus speelde in Hannah Montana de rol van Miley Stewart, een gewone tiener die te maken heeft met allerlei problemen die op de middelbare school plaatsvinden. Als zij echter niet naar school gaat, zet ze haar blonde pruik op en wordt ze de tienerster Hannah Montana.
In 2008 verscheen Bolt, een animatiefilm waarvoor Cyrus de stem van Penny had ingesproken en ze tevens samen met Jeffrey Steele de soundtrack had geschreven, die zij als duet met John Travolta zong. Cyrus werd voor het nummer I thought I lost you (de titelsong van de film) genomineerd voor een Golden Globe Award voor het beste originele nummer. In 2009 schreef Cyrus haar eigen boek Miles to Go. Hierin vertelt ze onder andere over haar persoonlijke leven en haar carrière.

### Doorbraak als zangeres

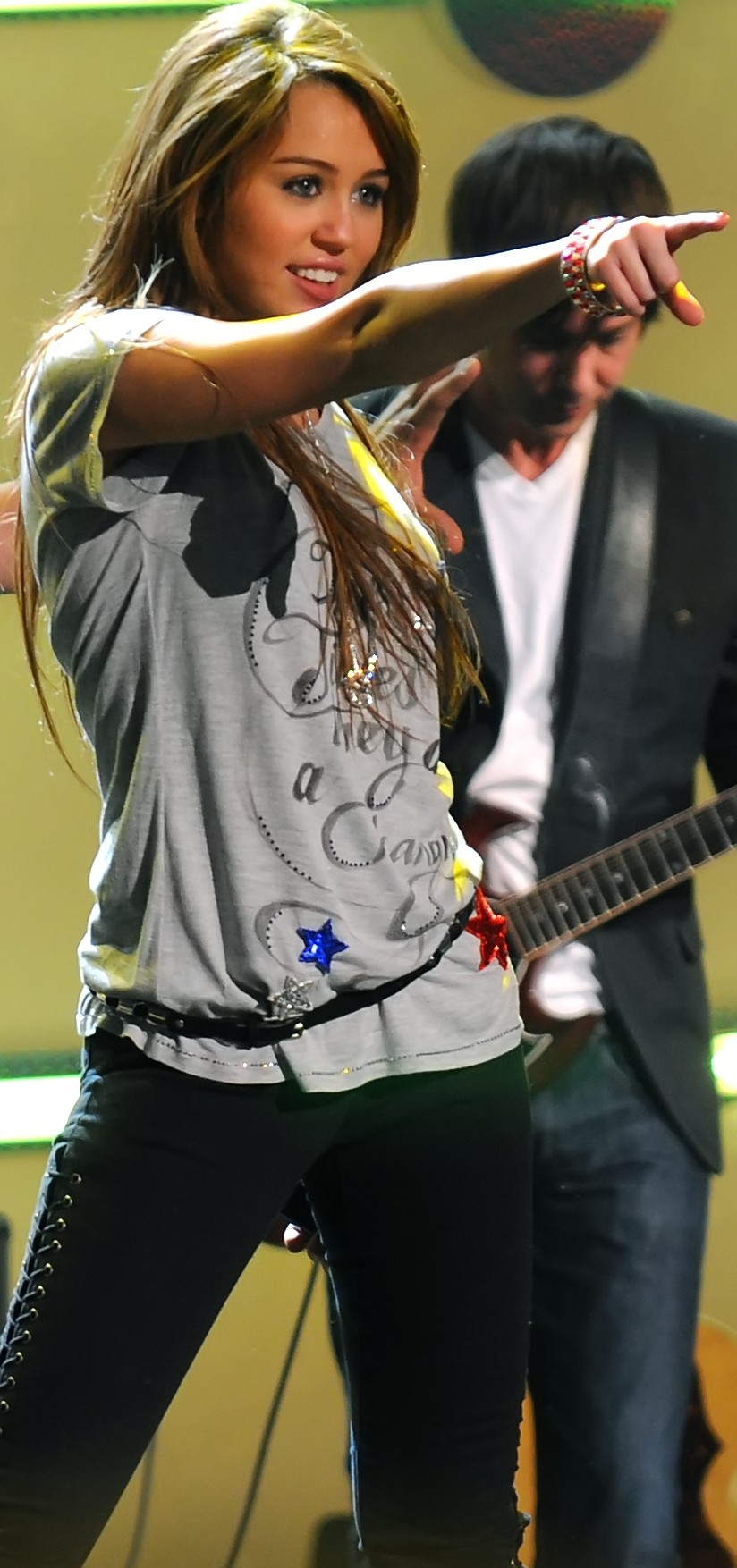
Miley Cyrus in 2008

Het feit dat ze op televisie een popster speelde, heeft ertoe geleid dat Cyrus ook bekend werd als zangeres. De eerste Hannah Montana-soundtrack The Best of Both Worlds kwam op 24 oktober 2006 uit en was tevens de eerste televisiesoundtrack ooit die binnenkwam op de eerste plaats van de Amerikaanse hitlijsten, met 281.000 verkochte exemplaren in de eerste week. Intussen is de soundtrack meer dan vier miljoen keer verkocht en daarmee met vier keer platina bekroond. Negen van de nummers op de soundtrack zong ze onder de naam Miley Cyrus, één hiervan in duet met haar vader. De acht andere nummers zong ze onder de naam Hannah Montana.
De tweede Hannah Montana-soundtrack kwam op 26 juni 2007 uit en was een dubbelalbum. De eerste cd heet simpelweg Hannah Montana 2 (uitgebracht onder het label Walt Disney Records) met tien nummers, allemaal gezongen door Cyrus als Hannah Montana; de tweede cd heet Meet Miley Cyrus (uitgebracht onder het label Hollywood Records) en bevat ook tien nummers, allemaal gezongen onder Mileys eigen naam. Van de tien nummers op Meet Miley Cyrus zijn er acht mede geschreven door Cyrus. Het album kwam ook binnen op nummer één in de Amerikaanse hitlijsten met 326.000 verkochte exemplaren, waardoor Cyrus de jongste artieste aller tijden werd met twee nummer 1-albums binnen een jaar. Hannah Montana 2/Meet Miley Cyrus is inmiddels ruim drie miljoen keer verkocht en is met drie keer platina bekroond in de Verenigde Staten. De single See You Again bereikte de tiende plaats in de Amerikaanse hitlijsten.

### Best of Both Worlds Tour
In 2007 begon Cyrus aan haar eerste concertreeks. De Best of Both Worlds Tour zou oorspronkelijk 54 concerten omvatten, waarvan 53 in de Verenigde Staten en 1 in Canada. Later werd aangekondigd dat de concertreeks met 16 concerten verlengd zou worden, waarmee het totaal op 70 concerten kwam; alle concerten waren uiteindelijk uitverkocht. Er waren allerlei problemen rondom de concerten. Een groot aantal van de kaartjes werd aangeboden via de website van Cyrus' fanclub. Mensen die lid werden van de fanclub (kosten 29,99 dollar) hadden daardoor een grotere kans een kaartje te bemachtigen. Het gebruik van geautomatiseerde programma's voor de aankoop van concertkaartjes werd hierop verboden door het Amerikaanse hooggerechtshof. Kaartjes voor Cyrus-concerten werden doorverkocht voor een gemiddelde prijs van 237 dollar; er waren echter ook mensen die enkele duizenden dollars voor kaartjes betaald hadden. Desondanks wordt Best of Both Worlds Tour gezien als de succesvolste concertreeks van 2007.
Tijdens een aantal concerten werden opnamen gemaakt voor een stereoscopische film van het concert. De Hannah Montana & Miley Cyrus: Best of Both Worlds Concert film zou oorspronkelijk slechts een week in de Amerikaanse bioscopen te zien zijn, maar vanwege het succes in de eerste week besloot Disney de film te laten draaien zo lang als de bioscopen maar wilden. In het eerste weekend dat de film te zien was, brak hij verschillende records, waaronder grootste opening in een Super Bowl weekend en grootste opening van een film die in minder dan 1000 bioscopen draait. De uiteindelijke opbrengst was bijna $ 65 miljoen.
De Jonas Brothers stonden in het voorprogramma van Cyrus' concerten. Ook coverde ze in enkele concerten (o.a. Rock in Rio, 2010) gedeelten van de nummers I Love Rock 'n Roll, Cherry Bomb en Bad Reputation van Joan Jett en ze noemde het geheel de Joan Jett Medley.

### Breakout
Haar tweede album als Miley Cyrus, Breakout, verscheen in de Verenigde Staten op 22 juli 2008. Van de twaalf liedjes op het album heeft Cyrus er acht geschreven. Girls Just Wanna Have Fun en Four Walls zijn covers van respectievelijk Cyndi Lauper en Cheyenne Kimball. De single 7 Things verscheen in de Verenigde Staten en bereikte de negende plaats in de hitlijsten. Een van de achtergrondzangeressen op haar album is Katy Perry. Ook Breakout kwam op nummer 1 binnen in de Amerikaanse hitlijsten met 371.000 verkochte exemplaren en was haar derde nummer 1-album op rij.
Als soundtrack van de eerste Hannah Montana-film verscheen Hannah Montana The Movie Soundtrack CD, met daarop liedjes gezongen door onder meer Miley Cyrus, Hannah Montana, Taylor Swift en Rascall Flats. Op deze cd staat ook de remake van de eerste single The Best of Both Worlds en de single The climb.
In 2009 begon Cyrus aan de Wonder World Tour, haar tweede concertreeks door Noord-Amerika. Ze begon op 14 september 2009 in Portland (Verenigde Staten) en eindigde op 29 december van dat jaar in Londen (Verenigd Koninkrijk).
Op 29 september, tijdens haar concert in Salt Lake City, rende Cyrus plotseling het podium af terwijl ze bezig was met haar nummer 1-hit 7 Things. Toen de band klaar was met spelen, kwam haar manager met de mededeling dat Miley zich niet goed voelde en een paar minuten pauze zou nemen. Ze verontschuldigde zich tegenover haar publiek en bedankte iedereen dat ze zo begripvol waren geweest. De volgende concerten op 2, 3 en 4 oktober moest ze afzeggen omdat ze griep had.
Later in 2009 verscheen haar ep The times of our lives (2009). Het nummer Party in the U.S.A. kwam op nummer 2 in de Billboard Hot 100 terecht en was tevens haar succesvolste single tot dat moment. Ook werkte zij mee aan de single We Are the World 25 for Haiti, de remake van het origineel van We Are the World. Dit gebeurde in het kader van de aardbeving in Haiti op 12 januari 2010.
In 2010 verscheen de film The Last Song, die gebaseerd is op een nog uit te brengen boek van Nicholas Sparks. Deze schreef het boek en script specifiek voor Cyrus. Ze is hierdoor de op vier na rijkste persoon onder de 30 jaar. In juni 2010 verscheen haar derde album, Can't Be Tamed. Ondanks de promotie werd dit haar minst verkochte album van haar carrière tot nu toe.
In 2011 ging Miley Cyrus op tournee met haar Gypsy Heart Tour. Het tournee begon op 29 april 2011. Deze tournee leidde voornamelijk door Zuid-Amerika en Australië. De Gypsy Heart Tour bestond uit 21 concerten, waarvan 9 in Zuid-Amerika, 4 in Noord-Amerika, 8 in Australië en 1 in Azië. Dit was de eerste toer waarmee Cyrus naar deze regio's ging. De tournee bereikte de 22e plek in de Pollstar's 'Top 50 Worldwide Tour (Mid-Year)' (top 50 wereldwijde tournees) en bracht meer dan 48 miljoen dollar op.

### Nieuw imago enBangerz

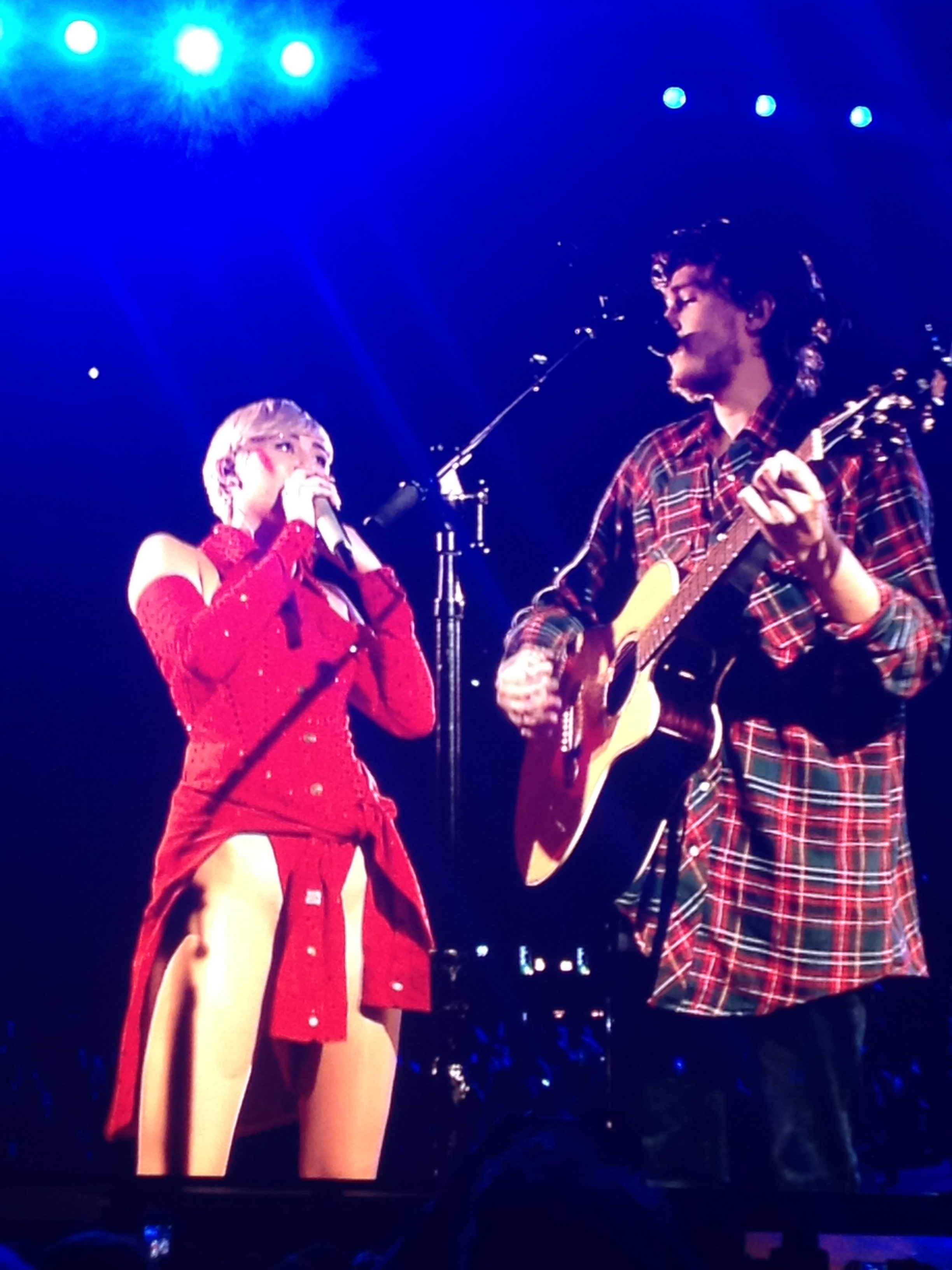
Miley samen met haar broer Braison Cyrus tijdens de Bangerz Tour in de Ziggo Dome in Amsterdam.

Op 4 mei 2012 verscheen Cyrus in haar eerste film na haar carrière bij Disney Channel, getiteld LOL, waarin ze de 17-jarige Lola speelt. De film verscheen in beperkte oplage in de Verenigde Staten en verscheen in juli en in september 2012 ook in Nederland en België in de zalen. De film werd niet gunstig ontvangen en deed het niet goed in de bioscopen.
Op 7 december 2012 kwam haar tweede film So Undercover uit, waarin ze de undercoveragente Molly speelt. Verder was Cyrus te zien in het tiende seizoen van Two and a Half Men naast Ashton Kutcher, waarin ze Missy speelde.
In het voorjaar van 2012 werkt Cyrus aan haar vierde album Bangerz, dat in 2013 uitkwam. Ze verliet haar oude Disneylabel Hollywood Records en tekende bij het populaire label RCA Records. Hier werkt ze samen met de producers Pharrell Williams en Mike Will Made-It. Haar eerste single. We Can't Stop, werd op 3 juni 2013 uitgebracht. De single werd een groot commercieel succes. In meer dan 30 landen haalde het een hoge plaats in iTunes. De videoclip leverde verdeelde reacties op, doordat Cyrus vaak schaars gekleed in de videoclip te zien was. De muziekvideo werd ruim 10 miljoen keer bekeken in de eerste 24 uur, waarmee ze het record voor de meest bekeken video in 24 uur tijd op Vevo brak. Cyrus kwam ook in opspraak door haar optreden op de MTV Video Music Awards op 25 augustus 2013, waar ze schaars gekleed en provocerend optrad. Op 24 augustus kwam haar tweede single Wrecking Ball uit, die eveneens een wereldwijd succes werd. Op 8 oktober 2013 verscheen haar vierde album, getiteld Bangerz. Het album stond binnen enkele minuten op nummer 1 in de Amerikaanse iTunes Charts en stond in meer dan 50 landen op de eerste positie.
Ter promotie van Bangerz ging Cyrus op promotie met haar Bangerz Tour. Het is het vierde concerttournee en tweede wereldtournee van haar. De tournee begon op 14 februari 2014 in Vancouver (Canada). Ze trad op in de Verenigde Staten, Zuid-Amerika, Europa en Australië.
Cyrus richtte in 2014 de stichting Happy Hippie Foundation op, om vooral dakloze en LGBT-jongeren in te helpen. Om de stichting te promoten nam ze enkele video's op, genaamd Backyard Sessions. Tijdens de MTV Video Music Awards 2014 won Cyrus Video of the Year voor haar video Wrecking Ball en liet ze een dakloze jonge man genaamd Jesse Helt haar award in ontvangst nemen. Hierbij gaf hij een speech om mensen op te roepen om de vele dakloze jongeren in Amerika te helpen door een donatie te maken op de Facebook-pagina van Cyrus.
Ook maakte Cyrus in 2014 de twee minuten durende film Miley Cyrus: Tongue Tied, kortweg Miley van Quentin Jones. Deze werd gereleased op 1 mei 2014.

### Younger Nowen andere projecten
In 2016 was Cyrus adviseur tijdens het tiende seizoen van The Voice USA. Een aantal maanden later werd bekendgemaakt dat Cyrus als coach zal fungeren tijdens het elfde seizoen van The Voice USA als vervanger voor Gwen Stefani. Cyrus stopte tijdelijk als coach na het elfde seizoen en zal in het dertiende seizoen van The Voice USA terugkeren.
Later dat jaar, in september 2016, speelde Cyrus een van de hoofdrollen in Crisis in Six Scenes, een televisieserie van Woody Allen.
Op 11 mei 2017 bracht Cyrus haar nummer Malibu uit, de eerste single van haar opkomende studioalbum. Het nummer oogst veel succes en kwam binnen in de top 10 in veel landen. Op 4 juni 2017 werd het benefietconcert One Love Manchester gehouden, dat georganiseerd was door Ariana Grande. Bij dit concert bracht ze haar nieuwe nummer Inspired ten gehore, dat ook op haar nieuwe album komt te staan. Miley Cyrus bestempelt het nummer als 'de nieuwe The Climb'. Tijdens het concert zong ze ook Happy met Pharrell Williams en Don't Dream It's Over met Ariana Grande.
Op 8 augustus 2017 kondigde Cyrus de naam van haar vijfde studioalbum aan, genaamd Younger Now.
In 2017 ging Cyrus op tournee met basgitariste Nicole Row. Ook werd Row als inspiratie vermeld op het album.

### Succes
Cyrus staat bekend als een van de succesvolste artiesten die van The Walt Disney Company komen. Ze heeft vijf nummer 1-albums in de officiële Amerikaanse albumlijst op haar naam staan, waarvan twee soundtracks zijn van de televisieserie Hannah Montana. In 2010 stond Cyrus op nummer 13 in de Forbes 2010 Celebrity Top 100. In 2011 stond ze in het Guinness Book als 'tiener met de meeste hitnoteringen'. Ze had haar 29e notering in de Billboard Hot 100 op 7 november 2009 met Party in the U.S.A. In 2013 is Cyrus door MTV verkozen tot artiest van het jaar.
In 2008 verdiende Cyrus 25 miljoen dollar en belandde ze op nummer 35 in de Forbes Celebrity Top 100. In 2009 kwam ze terecht op nummer 29 met wederom 25 miljoen dollar. In 2010 stond Cyrus op de 13e plek in de Forbes Celebrity Top 100 met 48 miljoen dollar, wat ze tussen juni 2009 en 2010 verdiende en haar tot de op drie na meest verdienende (en jongste) persoon onder de 30 maakte. Tussen juni 2010 en 2011 verdiende Cyrus 54 miljoen dollar.
Cyrus verdiende 15 duizend dollar per aflevering die ze deed voor Hannah Montana. Hoewel ze niet zo veel verdiende als andere Disneysterren die succesvol waren in die tijd, werd ze als 17-jarige uitgeroepen tot nummer 19 in de ‘Top 20 World's Richest Female Singers of All Time’ met meer dan 100 miljoen dollar in 5 jaar. In 2011 belandde Cyrus op nummer 1 in de ‘Top Richest Teens in Hollywood’ met meer dan 120 miljoen dollar.
Op 13 augustus 2014 werd bekendgemaakt door het bedrijf Bluewater Productions dat zij van plan waren een stripboek te maken met de titel Fame, waarin onder andere haar controversiële 2013 MTV Video Music Awards-optreden zou voorkomen, alsook haar Disneysucces en haar kindertijd in Tennessee.

## Discografie

### Albums
| Album met eventuele hitnotering(en) in de Nederlandse Album Top 100 | Datum van verschijnen | Datum van binnenkomst | Hoogste positie | Aantal weken | Opmerkingen |
| ------------------------------------------------------------------- | --------------------- | --------------------- | --------------- | ------------ | ----------- |
| Breakout                                                            | 22-08-2008            | -                     | -               | -            |             |
| Hannah Montana 2: Meet Miley Cyrus                                  | 31-10-2008            | -                     | -               | -            |             |
| Can't Be Tamed                                                      | 18-06-2010            | 26-06-2010            | 31              | 9            |             |
| Bangerz                                                             | 04-10-2013            | 12-10-2013            | 6               | 14           |             |
| Younger Now                                                         | 29-09-2017            | 07-10-2017            | 11              | 4            |             |
| The Time of Our Lives                                               | 16-10-2009            | 22-08-2020            | 66              | 6            | Ep          |
| Plastic Hearts                                                      | 2020                  | 05-12-2020            | 9               | 37           |             |
| Endless Summer Vacation                                             | 2023                  | 18-03-2023            | 1(1wk)          | 34           |             |

| Album met hitnotering(en) in de Vlaamse Ultratop 200 albums | Datum van verschijnen | Datum van binnenkomst | Hoogste positie | Aantal weken | Opmerkingen |
| ----------------------------------------------------------- | --------------------- | --------------------- | --------------- | ------------ | ----------- |
| Breakout                                                    | 2008                  | 08-11-2008            | 38              | 21           |             |
| Hannah Montana - The Movie                                  | 2009                  | 18-07-2009            | 54              | 7            | Soundtrack  |
| The Time of Our Lives                                       | 2009                  | 31-10-2009            | 74              | 14           |             |
| Can't Be Tamed                                              | 2010                  | 26-06-2010            | 8               | 21           |             |
| Hannah Montana Forever                                      | 2010                  | 12-02-2011            | 90              | 1            | Soundtrack  |
| Bangerz                                                     | 2013                  | 12-10-2013            | 5               | 43           |             |
| Younger Now                                                 | 2017                  | 07-10-2017            | 17              | 10           |             |
| She Is Coming                                               | 2019                  | 08-06-2019            | 21              | 3            |             |
| Plastic Hearts                                              | 2020                  | 05-12-2020            | 7               | 48           |             |
| Attention: Miley Live                                       | 2022                  | 09-04-2022            | 151             | 1            |             |
| Endless Summer Vacation                                     | 2023                  | 18-03-2023            | 2               | 30           |             |
| Something Beautiful                                         | 2025                  | 07-06-2025            | 6               | 1*           |             |

### Singles
| Single met eventuele hitnotering(en) in de Nederlandse Top 40 | Datum van verschijnen | Datum van binnenkomst | Hoogste positie | Aantal weken | Opmerkingen                                                           |
| ------------------------------------------------------------- | --------------------- | --------------------- | --------------- | ------------ | --------------------------------------------------------------------- |
| 7 Things                                                      | 17-06-2008            | 16-08-2008            | tip15           | -            | Nr. 80 in de Single Top 100                                           |
| Party in the U.S.A.                                           | 11-08-2009            | 28-11-2009            | tip9            | -            |                                                                       |
| Can't Be Tamed                                                | 14-05-2010            | 22-05-2010            | tip8            | -            | Nr. 82 in de Single Top 100                                           |
| We Can't Stop                                                 | 03-06-2013            | 20-07-2013            | tip4            | -            | Nr. 48 in de Single Top 100                                           |
| Fall Down                                                     | 16-04-2013            | 10-08-2013            | tip8            | -            | met Will.i.am                                                         |
| Wrecking Ball                                                 | 25-08-2013            | 21-09-2013            | 11              | 21           | Nr. 13 in de Single Top 100                                           |
| 4x4                                                           | 2014                  | 10-05-2014            | tip15           | -            | met Nelly / Nr. 56 in de Single Top 100                               |
| Malibu                                                        | 2017                  | 27-05-2017            | 12              | 13           | Nr. 30 in de Single Top 100                                           |
| Younger Now                                                   | 2017                  | 26-08-2017            | tip14           | -            |                                                                       |
| Nothing Breaks Like a Heart                                   | 29-11-2018            | 15-12-2018            | 4               | 20           | met Mark Ronson / Nr. 22 in de Single Top 100 / Alarmschijf / Megahit |
| Mother's Daughter                                             | 2019                  | 08-06-2019            | tip1            | -            | Nr. 100 in de Single Top 100                                          |
| Slide Away                                                    | 2019                  | 07-09-2019            | tip1            | -            |                                                                       |
| Don't Call Me Angel (Charlie's Angels)                        | 2019                  | 21-09-2019            | 28              | 3            | met Ariana Grande & Lana Del Rey                                      |
| Midnight Sky                                                  | 2020                  | 22-08-2020            | 7               | 23           |                                                                       |
| Prisoner                                                      | 2020                  | 28-11-2020            | 10              | 13           | met Dua Lipa                                                          |
| Angels like you                                               | 2021                  | 27-03-2021            | 21              | 9            |                                                                       |
| Nothing Else Matters                                          | 2021                  | 26-06-2021            | tip28*          |              | met Watt, Elton John, Yo-Yo Ma, Robert Trujillo & Chad Smith          |
| Flowers                                                       | 2023                  | 20-01-2023            | 1(16wk)         | 27           | Alarmschijf                                                           |
| River                                                         | 2023                  | 10-03-2023            | 29              | 4            |                                                                       |
| Used to Be Young                                              | 2023                  | 01-09-2023            | 22              | 6            | Alarmschijf                                                           |
| End of the World                                              | 2025                  | 06-04-2025            | 11              | 14*          | Alarmschijf                                                           |

| Single met hitnotering(en) in de Vlaamse Ultratop 50 | Datum van verschijnen | Datum van binnenkomst | Hoogste positie | Aantal weken | Opmerkingen                                         |
| ---------------------------------------------------- | --------------------- | --------------------- | --------------- | ------------ | --------------------------------------------------- |
| 7 Things                                             | 2008                  | 18-10-2008            | 22              | 14           |                                                     |
| See You Again                                        | 2009                  | 14-03-2009            | 43              | 4            |                                                     |
| The Climb                                            | 2009                  | 09-05-2009            | tip11           | -            |                                                     |
| Party in the U.S.A.                                  | 2009                  | 03-10-2009            | 39              | 7            |                                                     |
| Can't Be Tamed                                       | 2010                  | 03-07-2010            | 39              | 3            |                                                     |
| Who Owns My Heart                                    | 2010                  | 16-10-2010            | tip2            | -            |                                                     |
| Ashtrays and Heartbreaks                             | 2013                  | 15-06-2013            | tip51           | -            | met Snoop Lion                                      |
| We Can't Stop                                        | 2013                  | 29-06-2013            | 20              | 17           |                                                     |
| Fall Down                                            | 2013                  | 13-07-2013            | tip52           | -            | met Will.i.am                                       |
| Wrecking Ball                                        | 2013                  | 21-09-2013            | 4               | 20           | Nr. 1 in de Radio 2 Top 30 / Goud                   |
| 23                                                   | 2013                  | 12-10-2013            | tip27           | -            | met Mike Will Made-It, Wiz Khalifa & Juicy J        |
| Feelin' Myself                                       | 2013                  | 07-12-2013            | tip2            | -            | met Will.i.am, Wiz Khalifa & French Montana         |
| Adore You                                            | 2013                  | 04-01-2014            | tip19           | -            |                                                     |
| 4x4                                                  | 2013                  | 18-01-2014            | tip35           | -            | met Nelly                                           |
| Malibu                                               | 2017                  | 27-05-2017            | 27              | 14           | Goud                                                |
| Younger Now                                          | 2017                  | 09-09-2017            | tip             | -            |                                                     |
| Nothing Breaks Like a Heart                          | 2018                  | 15-12-2018            | 2               | 28           | met Mark Ronson / Nr. 1 in de Radio 2 Top 30 / Goud |
| Happy Xmas (War Is Over)                             | 2018                  | 29-12-2018            | tip             | -            | met Mark Ronson en Sean Ono Lennon                  |
| Mother's Daughter                                    | 2019                  | 08-06-2019            | tip9            | -            |                                                     |
| On a Roll                                            | 2019                  | 29-06-2019            | tip             | -            | als Ashley O                                        |
| Slide Away                                           | 2019                  | 24-08-2019            | tip43           | -            |                                                     |
| Midnight Sky                                         | 2020                  | 28-08-2020            | 6               | 28           | Goud                                                |
| Prisoner                                             | 2020                  | 28-11-2020            | 27              | 15           | met Dua Lipa                                        |
| Flowers                                              | 2023                  | 22-01-2023            | 1 (16wk)        | 38           | 2x Platina Hit van het jaar 2023                    |
| Used to Be Young                                     | 2023                  | 03-09-2023            | 6               | 27           |                                                     |
| End of the World                                     | 2025                  | 06-04-2025            | 6               | 16*          |                                                     |

### Dvd's
| Dvd's met hitnoteringen in de Nederlandse Music Top 30 | Datum van verschijnen | Datum van binnenkomst | Hoogste positie | Aantal weken | Opmerkingen                    |
| ------------------------------------------------------ | --------------------- | --------------------- | --------------- | ------------ | ------------------------------ |
| Best of Both Worlds Concert                            | 2008                  | 06-12-2008            | 15              | 7            | Miley Cyrus met Hannah Montana |
| Bangerz                                                | 2015                  | 28-03-2015            | 3               | 12           |                                |

### NPO Radio 2 Top 2000
| Nummers met noteringen in de NPO Radio 2 Top 2000 | '14  | '15-'18 | '19  | '20  | '21  | '22 | '23 | '24 |
| ------------------------------------------------- | ---- | ------- | ---- | ---- | ---- | --- | --- | --- |
| Flowers                                           | ×    | ×       | ×    | ×    | ×    | ×   | 952 | 587 |
| Midnight Sky                                      | ×    | ×       | ×    | -    | 1994 | -   | -   | -   |
| Nothing Breaks Like a Heart (met Mark Ronson)     | ×    | -       | 1935 | 1751 | -    | -   | -   | -   |
| Wrecking Ball                                     | 1990 | -       | -    | -    | -    | -   | -   | -   |

1. ↑  Een '-' betekent dat het nummer niet was genoteerd, een '×' betekent dat het nummer nog niet was uitgebracht en een vetgedrukt getal geeft de hoogste notering van een nummer aan.
2. ↑  2014 was het eerste jaar met een notering voor Miley Cyrus.

## Filmografie

### Films
| Jaar | Film                                                      | Rol                          | Opmerkingen            |
| ---- | --------------------------------------------------------- | ---------------------------- | ---------------------- |
| 2003 | Big Fish                                                  | 8-jarige Ruthie              | als Destiny Hope Cyrus |
| 2007 | High School Musical 2                                     | Meisje bij het zwembad       | Cameo                  |
| 2008 | Hannah Montana & Miley Cyrus: Best of Both Worlds Concert | Hannah Montana/Miley Stewart | Hoofdrol, concertfilm  |
| 2008 | Bolt                                                      | Penny                        | Stem, hoofdrol         |
| 2009 | Hannah Montana: The Movie                                 | Miley Stewart/Hannah Montana | Hoofdrol               |
| 2010 | Sex and the City 2                                        | Zichzelf                     | Cameo                  |
| 2010 | The Last Song                                             | Veronica "Ronnie" Miller     | Hoofdrol               |
| 2011 | Justin Bieber: Never Say Never                            | Zichzelf                     | Cameo                  |
| 2012 | LOL                                                       | Lola Williams                | Hoofdrol               |
| 2012 | So Undercover                                             | Molly Morris                 | Hoofdrol               |
| 2014 | Miley Cyrus: Tongue Tied                                  | Zichzelf                     | Korte film             |
| 2015 | Jeremy Scott: The People's Designer                       | Zichzelf                     | Documentaire           |
| 2015 | The Night Before                                          | Zichzelf                     | Cameo                  |
| 2015 | A Very Murray Christmas                                   | Zichzelf                     |                        |
| 2017 | Guardians of the Galaxy Vol. 2                            | Mainframe (stem)             | Cameo                  |

### Televisie
| Jaar      | Titel                           | Rol                                        | Opmerkingen                                                              |
| --------- | ------------------------------- | ------------------------------------------ | ------------------------------------------------------------------------ |
| 2003      | Doc                             | Kylie                                      | Gastrol, 3 afleveringen                                                  |
| 2006–2011 | Hannah Montana                  | Miley Stewart/Hannah Montana/Luann Stewart | Hoofdrol                                                                 |
| 2006      | The Suite Life of Zack & Cody   | Miley Stewart als Hannah Montana           | 1 aflevering: That's So Suite Life of Hannah Montana (crossover episode) |
| 2007      | The Emperor's New School        | Yata                                       | Stem, 3 afleveringen                                                     |
| 2007      | The Replacements                | Celebrity Starr                            | Stem, 1 aflevering: The Frog Prince                                      |
| 2009      | The Suite Life on Deck          | Miley Stewart als Hannah Montana           | 1 aflevering: Wizards on Deck with Hannah Montana (crossover episode)    |
| 2011      | Saturday Night Live             | Host                                       | 1 aflevering                                                             |
| 2012      | Punk'd                          | Zichzelf                                   | 1 aflevering                                                             |
| 2012      | Two and a Half Men              | Missi                                      | 2 afleveringen                                                           |
| 2013      | MTV Miley Cyrus: The Movement   | Zichzelf                                   | MTV-documentaire                                                         |
| 2013      | Saturday Night Live             | Host & muzikale gast                       | 1 aflevering: "Miley Cyrus"                                              |
| 2013      | Styled to Rock                  | Zichzelf                                   | 1 aflevering: "Miley's Sexy Night Out"                                   |
| 2013      | 21 Candles: Miley's MTV Moments | Zichzelf                                   | MTV-special voor haar 21e verjaardag                                     |
| 2014      | Miley Cyrus: Bangerz Tour       | Zichzelf                                   | NBC-documentaire over de Bangerz Tour                                    |
| 2016      | The Ellen DeGeneres Show        | Host                                       | 1 aflevering                                                             |
| 2016–2017 | The Voice                       | Coach                                      | Coach seizoen 11 en 13 bij The Voice USA                                 |
| 2019      | RuPaul's Drag Race              | Jurylid                                    | 1 aflevering                                                             |
| 2019      | Black Mirror                    | Ashley O/Ashley Too                        | 1 aflevering: "Rachel, Jack and Ashley Too"                              |